# كارمين كوستا
كارمين كوستا (بالبرتغالية: Cármen Costa‏) هي ملحنة برازيلية، ولدت في 5 يناير 1920 في Trajano de Moraes ‏ في البرازيل، وتوفيت في 25 أبريل 2007 في ريو دي جانيرو في البرازيل.